# Sylvain de Gaza
Pour les articles homonymes, voir Saint Sylvain et Sylvain.
Sylvain de Gaza (en latin : Silvanus) est un prêtre puis un évêque de Gaza, mort en martyr en 311 (décapité) sous le règne de Dioclétien. Saint chrétien, il est fêté le 4 mai par l'Église catholique, et le 14 octobre par l'Église orthodoxe orientale.

## Histoire et tradition
La vie de saint Sylvain est relatée dans l'ouvrage Martyrs de Palestine d'Eusèbe de Césarée et il est placé dans le Martyrologe romain à la date du 4 mai, jour de son martyre.
Sylvain, vénéré comme évêque de Gaza au IVe siècle, était vraisemblablement un soldat romain converti au christianisme. Après avoir servi dans l'armée, il devint prêtre puis fut élu évêque de Gaza où il convertit de nombreux polythéistes et païens.
Il est arrêté au moment des persécutions de chrétiens sous Dioclétien et emmené pour être jugé dans la ville de Césarée. Il subit plusieurs tortures et résista courageusement. Puis par décision de Maximin II Daïa, il fut envoyé avec trente-neuf autres chrétiens, principalement égyptiens, à travailler durement comme esclaves aux mines de cuivre de Phaeno situées au sud de la mer Morte en Jordanie (site archéologique de Khirbat Faynan (en)). Quand lui et ses compagnons furent jugés trop faibles pour être suffisamment productifs, on les mutila (œil arraché et pied brûlé) avant d'être finalement décapités.